# Addiction (canção)
Addiction é o segundo single lançado pelo produtor/cantor Ryan Leslie com a participação da cantora norte-americana Cassie, para seu álbum de estúdio que leva o mesmo nome, Ryan Leslie (2008).

## Desempenho nas paradas
| Tops (2008)                     | Melhor Posição |
| ------------------------------- | -------------- |
| Billboard Hot 100               | 75             |
| Billboard Hot R&B/Hip-Hop Songs | 12             |
| Rhythmic Top 40                 | 33             |